# Distretto di Dawlat Abad
Il distretto di Dawlat Abad è un distretto dell'Afghanistan appartenente alla provincia del Faryab. Viene stimata una popolazione di 47.200  abitanti (dato 2012-13).